# Hypsacantha
Hypsacantha là một chi nhện trong họ Araneidae.